# Kolíňany
Kolíňany és un poble i municipi d'Eslovàquia que es troba a la regió de Nitra, al sud-oest del país.

## Història
La primera menció a la vila apareix el 1113 amb el nom de Colin. El 1576 els turcs atacaren la població. El 1787 hi vivien 614 habitants, el 1828 772 habitants i més de 110 cases. Al segle xix hi hagué una important epidèmia de còlera. Segons el cens del 1910 hi vivien 934 persones (majoritàriament hongaresos). Fins al Tractat del Trianon la vila pertanyia al Regne d'Hongria, després passà sota administració de Txecoslovàquia, al districte de Nitra, i finalment el 1993 a Eslovàquia.

## Demografia
| Godina             | 1994 | 2004   | 2014   | 2024   |
| ------------------ | ---- | ------ | ------ | ------ |
| Nombre de persones | 1408 | 1465   | 1606   | 1558   |
| Diferència         |      | +4,04% | +9,62% | −2,98% |

| Godina             | 2023 | 2024   |
| ------------------ | ---- | ------ |
| Nombre de persones | 1555 | 1558   |
| Diferència         |      | +0,19% |